# Hvidovre Stars 2009
Questa voce raccoglie le informazioni riguardanti gli Hvidovre Stars nelle competizioni ufficiali della stagione 2009.

## Nationalligaen 2009

### Stagione regolare
| 18 aprile 2009 1ª giornata | Triangle Razorbacks | 15 – 6 | Hvidovre Stars |  |

| 25 aprile 2009 2ª giornata | Hvidovre Stars | 13 – 14 | Søllerød Gold Diggers |  |

| 2 maggio 2009 3ª giornata | Herlev Rebels | 27 – 35 | Hvidovre Stars |  |

| 8 maggio 2009 4ª giornata | Søllerød Gold Diggers | 9 – 21 | Hvidovre Stars |  |

| 21 maggio 2009 6ª giornata | Hvidovre Stars | 21 – 7 | Kronborg Knights |  |

| 20 giugno 2009 10ª giornata | Hvidovre Stars | 42 – 7 | Copenhagen Towers |  |

| 27 giugno 2009 11ª giornata | Slagelse Wolfpack | 6 – 58 | Hvidovre Stars |  |

| 30 agosto 2009 12ª giornata | Hvidovre Stars | 14 – 0 | Herlev Rebels |  |

| 5 settembre 2009 13ª giornata | Hvidovre Stars | 49 – 0 | Slagelse Wolfpack |  |

| 13 settembre 2009 14ª giornata | Copenhagen Towers | 0 – 8 | Hvidovre Stars |  |

### Semifinale
| 20 settembre 2009 Semifinale | Hvidovre Stars | 8 – 35 | Søllerød Gold Diggers |  |

## Statistiche di squadra
| Competizione      | %Vittorie | In casa | In casa | In casa | In casa | In casa | In casa | In trasferta | In trasferta | In trasferta | In trasferta | In trasferta | In trasferta | Totale | Totale | Totale | Totale | Totale | Totale |
| Competizione      | %Vittorie | G       | V       | N       | P       | Pf      | Ps      | G            | V            | N            | P            | Pf           | Ps           | G      | V      | N      | P      | Pf     | Ps     |
| ----------------- | --------- | ------- | ------- | ------- | ------- | ------- | ------- | ------------ | ------------ | ------------ | ------------ | ------------ | ------------ | ------ | ------ | ------ | ------ | ------ | ------ |
| Stagione regolare | .800      | 5       | 4       | 0       | 1       | 139     | 28      | 5            | 4            | 0            | 1            | 128          | 57           | 10     | 8      | 0      | 2      | 267    | 85     |
| Playoff           | .000      | 1       | 0       | 0       | 1       | 8       | 35      | 0            | 0            | 0            | 0            | 0            | 0            | 1      | 0      | 0      | 1      | 8      | 35     |
| Totale            | .727      | 6       | 4       | 0       | 2       | 147     | 63      | 5            | 4            | 0            | 1            | 128          | 57           | 11     | 8      | 0      | 3      | 275    | 120    |